# Wolodymyr Barwinskyj

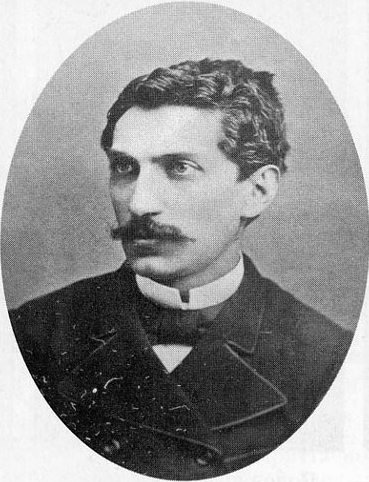
Wolodymyr Barwinskyj

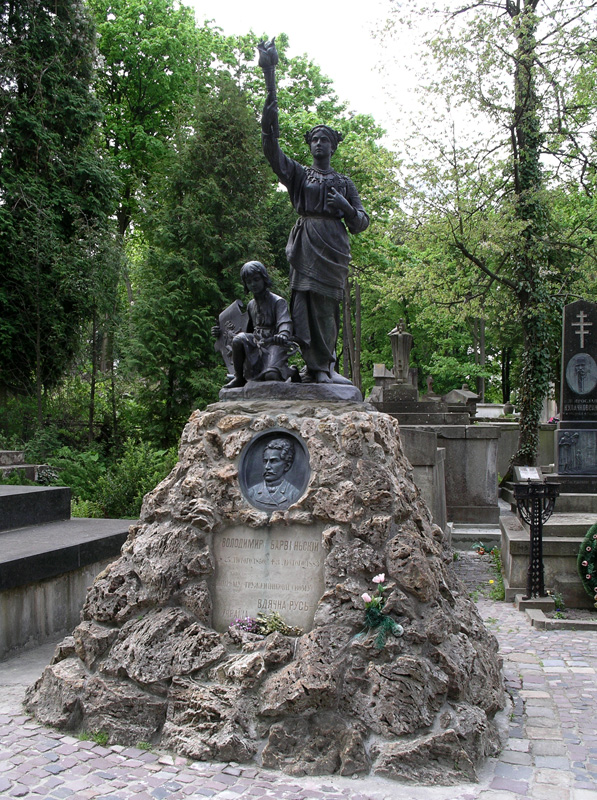
Grab von Wolodymyr Barwinskyj auf dem Lemberger Lytschakiwski-Friedhof

Wolodymyr Hryhorowytsch Barwinskyj (ukrainisch Володимир Григорович Барвінський; * 25. Februar 1850 in Schljachtynzi, Galizien, Kaisertum Österreich; † 3. Februar 1883 in Lemberg, Österreich-Ungarn) war ein ukrainischer politischer Aktivist, Verleger, Historiker, Soziologe, Journalist, Schriftsteller und Übersetzer.

## Leben
Wolodymyr Barwinskyj kam in Schljachtynzi bei Ternopil als Sohn einer Priesterfamilie und jüngerer Bruder von Oleksandr Barwinskyj zur Welt. 1872 absolvierte er ein Studium der Rechtswissenschaften an der Universität Lemberg.
Barwinskyj war Ende der 1860er Jahre einer der Mitbegründer der Proswita und einer der Organisatoren und Ideologen der Volksbewegung in Galizien.
Zwischen 1876 und 1880 gab er die Zeitung Prawda heraus und 1880 gründete er die größte ukrainische Zeitung in Galizien Діло („Dilo“), deren Herausgeber er bis 1883 war.
1880 organisierte er den ersten ukrainischen Nationalrat in Lemberg. Wolodymyr Barwinskyj starb Anfang 1883 in Lemberg und wurde auf dem Lytschakiwski-Friedhof beerdigt.